# Klaus Voormann
Pour les articles homonymes, voir Voormann.
 (décembre 2020).
Klaus Voormann, né le 29 avril 1938 à Berlin, est un artiste allemand, musicien et producteur de disques. S'il est reconnu comme bassiste, il joue aussi bien la guitare que les cuivres. Ami des Beatles, qu'il rencontra à leurs débuts à Hambourg en 1960 et avec qui il collabora aussi bien durant leur carrière (il est notamment l'auteur de la pochette de l'album Revolver en 1966) qu'après leur séparation. Il a été bassiste pour le groupe Manfred Mann de 1966 à 1969, puis après la séparation des Beatles, il joua avec John Lennon, intégrant le Plastic Ono Band, ainsi qu'avec George Harrison et Ringo Starr sur leurs albums solo respectifs.

## Biographie
Voormann fait des études de graphiste à Hambourg quand il rencontre les Beatles en 1960 au Kaiserkeller. La photographe Astrid Kirchherr et lui deviennent alors leurs meilleurs amis. Lorsque le groupe quitte Hambourg, fin juin 1961, laissant derrière eux Stuart Sutcliffe qui reprend ses études en art, il demande à John Lennon s'il peut devenir leur nouveau bassiste, mais il est déjà décidé que Paul McCartney prendra la relève. Voormann achète tout de même la basse de Sutcliffe et entame sa carrière musicale. Il rejoint les Beatles à Londres, où il monte son premier groupe Paddy, Klaus and Gibson. En 1965, il joue de la basse dans le groupe de Manfred Mann et mène de concert une carrière de musicien et de graphiste : c'est lui qui crée, en 1966 la pochette de l'album des Beatles Revolver, et en 1968 celle de Idea des Bee Gees.
Son amitié avec les Beatles ne s'est jamais démentie à tel point qu'il continue à jouer de la basse sur les albums solo de John Lennon, George Harrison et Ringo Starr. Il fait partie du groupe Plastic Ono Band de John Lennon et Yoko Ono — il participe notamment au concert filmé Toronto Peace Festival et au single Instant Karma — il est crédité sur les albums Imagine de Lennon, Ringo de Ringo Starr, All Things Must Pass ainsi que  The Concert for Bangladesh de George Harrison. Comme musicien de studio, il travaille également avec Lou Reed, Jerry Lee Lewis, Carly Simon, Harry Nilsson et B. B. King.
En 1979, il retourne en Allemagne de l'Ouest et devient producteur de disques notamment pour le groupe new-wave Trio.
Au milieu des années 1990, il travaille sur les 3 pochettes des albums du projet The Beatles Anthology, puis en 1999 avec Paul McCartney, pour l'album Run Devil Run.
En 2002, il est du concert hommage à George Harrison Concert for George, discrètement, mais bel et bien présent. Dans son album Journey of a Sideman en 2009, il enregistre notamment un trio avec Paul McCartney et Ringo Starr.
Aujourd'hui, il vit dans la région de Munich avec sa femme Christiana et ses deux enfants. Il est souvent sollicité par les médias ou fans-clubs pour évoquer ses souvenirs en compagnie des Beatles, et a édité un livre retraçant son travail sur la pochette de leur album Revolver.

## Solo
Voormann & Friends :
- A Sideman's Journey

## Membre d'un groupe
Manfred Mann :
Angleterre :
- As Is
- Up The Junction
- What a Mann
- Mighty Garvey!

États-Unis
- Up the Junction
- Mighty Garvey!

Plastic Ono Band :
- Cold Turkey [1969, single hors-album]
- Live Peace in Toronto 1969 [1969]
- Instant Karma! (We All Shine On) [1970, single hors-album]
- John Lennon/Plastic Ono Band [1970]
- Yoko Ono/Plastic Ono Band [1970]

John Lennon :
- Power to the People [1971, single hors-album]
- Imagine [1971]
- Happy Xmas (War Is Over) [1971, single hors-album]
- Some Time in New York City [1972]
- Walls and Bridges [1974]
- Rock 'n' Roll [1975]

George Harrison :
- All Things Must Pass [1970]
- Bangla Desh [1971, single hors-album]
- The Concert for Bangladesh [1971]
- Living in the Material World [1973]
- Dark Horse [1974]
- Extra Texture (Read All About It) [1975]

Ringo Starr :
- Sentimental Journey [1970 ; arrangement sur I'm a Fool to Care]
- It Don't Come Easy [1971, single hors-album]
- Back Off Boogaloo [1972, single hors-album]
- Ringo [1973]
- Goodnight Vienna [1974]
- Ringo's Rotogravure [1976]

## Participations
- Jackie Lomax, Is This What You Want? [1969] - Avec George Harrison, Paul McCartney, Ringo Starr, Nicky Hopkins, Eric Clapton, etc.
- Leon Russell, Leon Russell [1970]
- Billy Preston, Encouraging Words [1970]
- Doris Troy, Doris Troy [1970] - Avec Billy Preston, Alan White, Peter Frampton, George Harrison, etc.
- Gary Wright, Extraction [1970]
- Ronnie Spector, "Try Some, Buy Some" [1971 non-album single]
- The Elastic Oz Band, "God Save Us" [1971 non-album single]
- Howlin' Wolf, London Howlin’ Wolf Sessions [1971] - Avec Eric Clapton, Steve Winwood, Bill Wyman, Charlie Watts, Ringo Starr, etc.
- Yoko Ono, Fly [1971] - Avec John Lennon, Eric Clapton, Ringo Starr, etc.
- B.B. King, B.B. King in London [1971] - Avec Peter Green, Alexis Korner, etc.
- Jim Price, Kids Nowadays Ain't Got No Shame [1971]
- Gary Wright, Footprint [1971]
- Harry Nilsson, Nilsson Schmilsson [1971]
- John Baldry, Everything Stops for Tea [1972]
- Bobby Whitlock, Bobby Whitlock [1972]
- Bobby Hatfield, "Oo Wee Baby, I Love You" [1972 non-album single]
- Peter Frampton, Wind of Change [1972]
- Bobby Keys, Bobby Keys [1972]
- Harry Nilsson, Son of Schmilsson [1972]
- Lon & Derrek Van Eaton, Brother [1972]
- Carly Simon, No Secrets [1972]
- Lou Reed, Transformer [1972]
- Maria Muldaur, Maria Muldaur [1973]
- Cheech & Chong, Los Cochinos [1973]
- Nicky Hopkins, The Tin Man Was a Dreamer [1973]
- Jerry Lee Lewis, The Session Recorded in London with Great Guest Artists [1973]
- Jerry Lee Lewis, Sometimes a Memory Ain't Enough [1973]
- Don Nix, Hobos, Heroes and Street Corner Clowns [1973]
- Carly Simon, Hotcakes [1974]
- Harry Nilsson, Son of Dracula soundtrack [1974]
- Chi Coltrane, Let It Ride [1974]
- Martha Reeves, Martha Reeves [1974]
- Harry Nilsson, Pussy Cats [1974]
- Bert Jansch, L.A. Turnaround [1974]
- Splinter, The Place I Love [1974]
- Ravi Shankar, Shankar Family & Friends [1974]
- Jerry Lee Lewis, The Session [1974]
- Loudon Wainwright III. Unrequited [1975]
- Van Dyke Parks, Clang of the Yankee Reaper [1975]
- Keith Moon, Two Sides of the Moon [1975]
- Harry Nilsson, Duit on Mon Dei [1975]
- Carly Simon, Playing Possum [1975]
- Lon & Derrek Van Eaton, Who Do You Out Do [1975]
- Dion, Born to Be with You [1975]
- The Cate Brothers, Cate Bros. [1975]
- Patti Dahlstrom, Your Place or Mine [1975]
- Eric Mercury, Eric Mercury [1975]
- Art Garfunkel, Breakaway [1975]
- Harry Nilsson, Sandman [1976]
- Geoff Muldaur, Motion [1976]
- Valdy, Valdy and the Hometown Band [1976]
- Donovan, Slow Down World [1976]
- Carly Simon, Another Passenger [1976]
- Harry Nilsson, ...That's the Way It Is [1976]
- Hoyt Axton, Fearless [1976]
- Long John Baldry, Welcome to the Club Casablanca [1976]
- Jackie Lomax, Did You Ever Have that Feeling? [1977]
- Harry Nilsson, Knilsson [1977]
- Susan Cowsill, "I Think of You" and "Mohamed's Radio" [1977]
- Randy Newman, Little Criminals [1977]
- Lonnie Donegan, Puttin' on the Style [1978]
- Lorna Wright, Circle of Love [1978]
- Nicolette Larson, Nicolette [1978]
- Lee Clayton, Naked Child [1979]
- Screaming Lord Sutch, Alive & Well [1980]
- Harry Nilsson, Flash Harry [1980]
- Nicolette Larson, Radioland [1981]
- Various Artists, Every Man Has a Woman [1984]
- Various Artists, For Our Children Too! [1996]
- Lon & Derrek Van Eaton, Black & White [1998]
- Various Artists, Concert for George [2003]
- Carl Carlton & The Songdogs "Songs For The Lost And Brave" [2009]
- GLAY, Music Life [2014]

## Production
Trio
- 1982 : Trio
- 1982 : Live Im Frühjahr 82
- 1983 : Bye Bye
- 1983 : Trio And Error
- 1985 : Whats The Password - Basse, chœurs, mixing, production